# Sonic Foundry
 (juillet 2019).
Sonic Foundry  est un ancien développeur de logiciels multimédia. À la fin de 2003, Sony acquiert sa gamme de produits de bureau en tant que nouvelle filiale, Sony Creative Software. 

## Anciens programmes
- Sound Forge (édition audio avancée)
- ACID (création de musique en boucle), remarquable pour son utilisation de Acid Loops
- Vegas Video (montage vidéo)
- Viscosité (édition d'image et d'animation)